# Natriumchlorid
Natriumchlorid is een computerspel dat werd ontwikkeld door Gremlin. Het kwam in 1989 uit voor de Commodore 64. Het spel is een shoot'em up platformspel. Het singleplayer spel is Engelstalig.